# Isla El Indio
Isla El Indio är en ö i Mexiko. Den ligger i Bahía San ignacio och hör till kommunen Guasave i delstaten Sinaloa, i den västra delen av landet. Arean är 0,77 kvadratkilometer.